# 豊見城御殿

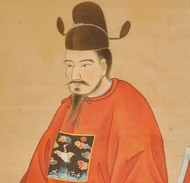
豊見城王子像、戸田氏庸筆、天保3年(1832)11月16日冬。実際は豊見城王子朝春の替え玉、普天間親雲上朝典。

豊見城御殿（とみぐすくうどぅん）は、尚貞王の次男・尚経、豊見城王子朝良（1662年 - 1687年）を元祖とする琉球王族。第二尚氏の分家で、代々豊見城間切（現：豊見城市）の按司地頭を務めた琉球王国の大名。
二世・朝匡は尚敬王の摂政で、1710年には謝恩使として江戸上りを行っている。七世・朝春も尚灝王の摂政となり、1832年にやはり謝恩使として江戸へ向かったが、途中急死するという不幸に見舞われた。六世・朝興の娘は尚灝王妃、七世・朝春の娘は尚育王妃となった。

## 系譜
- 一世 尚経・豊見城王子朝良
- 二世 尚祐・豊見城王子朝匡
- 三世 豊見城按司朝長
- 三世 豊見城按司朝真
- 四世 豊見城王子朝儀
- 五世 向範・我那覇按司朝富（早世）
- 六世 尚謙・豊見城王子朝興
- 七世 尚楷・豊見城王子朝春
- 八世 豊見城王子朝尊
- 九世 豊見城按司朝睦
- 十世 豊見城按司朝煕